# Gai Trebaci Testa
Gai Trebaci Testa (Caius Trebatius Testa) va ser un jurista romà contemporani de Ciceró i de juristes famosos, com ara Servi Sulpici Lemònia Ruf.
Va ser deixeble de Quint Corneli Màxim. Ciceró el va recomanar a Juli Cèsar durant el proconsolat d'aquest a la Gàl·lia, i en la carta que va enviar a Cèsar, Ciceró deia que Trebaci Testa era un home honrat amb grans coneixements de dret civil. A Trebaci no li agradaven les qüestions militars, però va seguir amb Cèsar a la Gàl·lia, on va mantenir correspondència amb Ciceró. Sembla que Cèsar li va oferir el sou d'un tribú sense requerir-li que en fos, però Trebaci ho va rebutjar. No va anar a la segona expedició a Britànnia, però es va acostumar a la vida militar. A la segona guerra civil va seguir el partit de Cèsar l'any 49 aC. Va escriure a Ciceró dient-li que Cèsar pensava que s'havia d'unir a ell, i que si no ho feia que es retirés a Grècia i no interferís en els afers polítics.
Ciceró va dedicar a Gai Trebaci el seu llibre Topica, on explica al seu amic jurista els Tòpics d'Aristòtil. El jurisconsult havia enviat el llibre d'Aristòtil a Ciceró demanant-li que li expliqués, ja que era, deia, massa complicat per a ell. Dedicat a l'advocacia, tenia una considerable reputació en temps d'August i va ser consultat pel mateix emperador quan va redactar el seu codicil. Trebaci va insistir que aquestes disposicions testamentàries haurien de tenir efectes jurídics. Horaci va dedicar a Trebaci la primera sàtira del segon llibre de Sàtires.
Va ser mestre de Marc Antisti Labeó, del que es va distanciar per les seves diferències sobre August. Va escriure alguns llibres com De jure Civili, i De Religionibus, sobre dret religiós, en deu llibres. És mencionat diverses vegades al Digest, però sense cap referència directa als seus escrits.
Sext Pomponi diu que els seus llibres, que encara existien en el seu temps, no eren molt reputats i que el seu coneixement del llenguatge jurídic era deficient. A les Epistulae ad familiares de Ciceró es conserven disset cartes dirigides a Trebaci Testa.